# 아소니아상 포르투게사 론드리넨스
아소니아상 포르투게사 론드리넨스(브라질 포르투갈어: Associação Portuguesa Londrinense), 간단히 포르투게사 론드리넨스는 1950년 5월 14일에 창단된 파르나주 론드리나시의 브라질 축구팀이다.